# Rashied Doekhi
Mohamed Rashied Doekhi, também escrito como Doekhie, um político do Suriname e um ex-comissário do distrito de Nickerie. Devido à sua popularidade no distrito ocidental de arroz que ele carrega o apelido de o presidente da Nickerie. Atualmente é membro do parlamento, em nome da Partido Democrático Nacional de Desi Bouterse.
Em 2000, o Millennium Combinação de Desi Bouterse colocado Doekhi inesperadamente como um candidato para as eleições presidenciais. Doekhi candidato da oposição nas eleições foi Ronald Venetiaan. Doekhi perdeu da Venetiaan que com 31 votos foi escolhido para o segundo tempo como presidente do Suriname.